# Agra
Agra là một thành phố nằm bên sông Yamuna, thuộc bang Uttar Pradesh, Ấn Độ. Nó nằm cách thủ phủ bang Lucknow 378 kilômét (235 mi) về phía tây, cách thủ đô New Delhi 206 kilômét (128 mi) về phía nam, cách Mathura 58 kilômét (36 mi) về phía nam và cách Gwalior 125 kilômét (78 mi) về phía bắc. Agra là thành phố đông dân thứ tư của Uttar Pradesh, và thứ 24 của toàn Ấn Độ.
Agra là một điểm đến du lịch nổi tiếng nhờ những công trình thời kì Mughal, nổi bật nhất là Tāj Mahal, pháo đài Agra và Fatehpūr Sikrī, cả ba đều là di sản thế giới UNESCO. Agra là một phần của tam giác vàng du lịch của Ấn Độ, cùng với Delhi và Jaipur; và của vòng cung di sản Uttar Pradesh, cùng Lucknow và Varanasi. Agra nằm trong vùng văn hóa Braj.
Nơi đây được nhắc tới lần đầu trong Mahābhārata, dưới tên Agrevaṇa (अग्रेवण tiếng Phạn, nghĩa là "bìa rừng").

## Dân cư
Thống kê dân số Tính đến  năm 2011, thành phố Agra có dân số 1.585.704 người. Vùng đô thị Agra có dân số 1.760.285 người. Nam chiếm 53% dân số còn nữ chiếm 47%. Thành phố Agra có tỉ lệ người biết chữ 75%, trên mức trung bình toàn quốc 74%. Tỉ lệ nam giới biết chữ cao hơn nữ giới. Tỉ lệ giới tính là 875 nam trên 1000 nữ. Tỉ lệ người biết chữ của huyện Agra là 62,56%.
Theo thống kê 2011, huyện Agra có dân số 4.380.793 người, xấp xỉ với của Moldova hay tiểu bang Kentucky, Hoa Kỳ. Huyện này đông dân thứ 41 toàn quốc (trên 640 nguyện). Huyện có mật độ dân số 1.084 người trên kilômét vuông (2.810/sq mi). Có 52,5% người Agra nằm trong nhóm tuổi 15–59, chừng 11% dưới 6 tuổi.
| Thành phần tôn giáo ở Agra | Thành phần tôn giáo ở Agra | Thành phần tôn giáo ở Agra | Thành phần tôn giáo ở Agra | Thành phần tôn giáo ở Agra |
| -------------------------- | -------------------------- | -------------------------- | -------------------------- | -------------------------- |
| Tôn giáo                   | Tôn giáo                   |                            | Phần trăm                  | Phần trăm                  |
| Ấn Độ giáo                 | Ấn Độ giáo                 |                            | 80.68%                     | 80.68%                     |
| Hồi giáo                   | Hồi giáo                   |                            | 15.37%                     | 15.37%                     |
| Không khai nhận            | Không khai nhận            |                            | 1.66%                      | 1.66%                      |
| Kỳ Na giáo                 | Kỳ Na giáo                 |                            | 1.04%                      | 1.04%                      |
| Sikh giáo                  | Sikh giáo                  |                            | 0.62%                      | 0.62%                      |
| Ki-tô giáo                 | Ki-tô giáo                 |                            | 0.42%                      | 0.42%                      |
| Phật giáo                  | Phật giáo                  |                            | 0.19%                      | 0.19%                      |
| Khác                       | Khác                       |                            | 0.02%                      | 0.02%                      |
| Thành phần tôn giáo        |                            |                            |                            |                            |

### Tôn giáo
Người Ấn Độ giáo chiếm 80,68% dân số huyện Agra còn người Hồi giáo chiếm 15,37%. Ấn Độ giáo, Hồi giáo và Kỳ Na giáo là những tôn giáo chính. Cộng đồng người Công giáo La Mã thuộc Tổng giáo phận Agra.